# Katherine Woodville
Katherine Woodville (Londres, Inglaterra, 4 de diciembre de 1938-5 de junio de 2013) también conocida como Catherine Woodville y Kate Woodville fue una actriz de cine y televisión británica. Fue conocida como Catherine Woodville en Reino Unido. Cambió su nombre profesional a Kate Woodville al mudarse a América. En la década de 1970, fue acreditada como Katharine Woodville.
Fue conocida por su papel como Natira en el episodio de Star Trek, "For the World Is Hollow and I Have Touched the Sky". Hizo apariciones en Z-Cars, The Avengers, Danger Man, Misión: Imposible, Mannix, Days of Our Lives y Eight is Enough. Se retiró de la actuación a finales de 1970.
Estuvo casada dos veces, primero con Patrick Macnee desde 1965 hasta 1969, y luego con el actor Edward Laurence Albert desde 1978 hasta su muerte en 2006. Es madre de la poeta y cantautora Thaïs "Tai" Carmen Wagner.